# Deponiesteuer
Als Deponiesteuer werden Steuern für Abfall- und Restmaterial-Deponien bezeichnet.

## Schweiz
In der Schweiz ist die Deponiesteuer eine Lenkungsabgabe, welche dazu führen soll, dass weniger Abfälle deponiert werden und, dass die externen Kosten vom Verursacher, also dem Abfallerzeuger, getragen werden.
Sie wird auf Grundlage der VASA (Verordnung über die Abgabe zur Sanierung von Altlasten) als Lenkungsabgabe erhoben, wenn Material in einer Deponie verbracht wird.
Die Höhe der Abgabe variiert nach Typ der Deponie.
Die Einnahmen werden zweckgebunden für die Untersuchung von belasteten Standorten und Sanierung von Altlasten eingesetzt.

## Österreich
In Österreich wird seit 1989 ein Altlastenbeitrag erhoben (Altlastensanierungsgesetz, II. Abschnitt). Er dient der Finanzierung der Sanierung von Altlasten durch den Bund. Diese Abgabe gilt sowohl für Deponiebetreiber wie auch Müllverbrennung, Recycling und auch Export, ist also eher eine umfassende Abfallsteuer.

## Südtirol
In Südtirol wird die Landesabgabe für die Ablagerung von festen Abfällen in Deponien als Deponiesteuer bezeichnet. Rechtsgrundlage ist das Landesgesetz vom 13. Februar 1997, Nr. 3.

## Niederlande
In den Niederlanden besteht eine Deponiesteuer.

## UK
Im Vereinigten Königreich  besteht seit 1996 die UK Landfill Tax als Deponiesteuer. Bemessungsgrundlage ist das Gewicht und das abzulagernde Material. Seit April 2008 beträgt der Standardsatz £32 pro Tonne.

## Vereinigte Staaten
In den Vereinigten Staaten besteht keine bundesweite Regelung. Jedoch erhebt eine Reihe von Staaten sowie verschiedene Gebietskörperschaften regionale Deponiesteuern.